# Premio Nacional de Investigación Alejandro Malaspina
El Premio Nacional de Investigación Alejandro Malaspina es un premio de Ciencias y tecnologías de los recursos naturales convocado por el Ministerio de Ciencia, Innovación y Universidades de España.
El premio se instauró en 2001 y pertenece junto con otros nueve premios a los Premios Nacionales de Investigación. La dotación asciende a 30.000€ 
El objetivo de todos estos premios es el reconocimiento de los méritos de las científicos o investigadores españoles que realizan «una gran labor destacada en campos científicos de relevancia internacional, y que contribuyan al avance de la ciencia, al mejor conocimiento del hombre y su convivencia, a la transferencia de tecnología y al progreso de la Humanidad».

## Premiados
| Año  | Investigador             | Trabajo |
| ---- | ------------------------ | --- |
| 2001 | Carlos Herrera Maliani   | Ecología evolutiva, Conservación de los ecosistemas mediterráneos |
| 2003 | Joaquín Tintoré Subirana | Movimiento de la mesoescala en el mar Mediterráneo, explotación sostenible de los recursos naturales |
| 2005 | Miguel Delibes de Castro | Aportaciones al conocimiento de la biología y ecología de los mamíferos |
| 2007 | Carlos Manuel Duarte     | por sus excelentes investigaciones sobre el ecosistema marino. |
| 2009 | Santiago Castroviejo     | Por su contribución en el campo de la Botánica Sistemática |
| 2011 | Jordi Bascompte Sacrest  | Teoría de redes en el estudio de la arquitectura de la biodiversidad |
| 2018 | Pedro Jordano Barbudo    | Por su trayectoria investigadora robusta y constante y por el excelente impacto de su trabajo, así como su implicación en el Espacio Europeo de Investigación. Principalmente por su dedicación a los ámbitos de la ecología y (co)evolución. |
| 2020 | Xavier Querol Carceller  | Por su liderazgo en el desarrollo de tecnologías, metodologías, modelos y aportaciones científicas para comprender la importancia de los aerosoles y su interacción con los contaminantes y la salud humana, traduciendo el conocimiento científico que ha desarrollado en políticas que velan por la salud pública y la salud de los ecosistemas. |
| 2021 | Montserrat Vilà          | Por sus contribuciones en el campo de la ecología de las especies exóticas invasoras y su aplicación a la conservación de ecosistemas. |
| 2022 | Fernando Maestre Gil     | Por la generación de numerosos e importantes avances en el estudio de la biodiversidad y la ecología de las zonas áridas, los impactos del cambio climático en los ecosistemas terrestres y la desertificación. |